# کلیموف تی‌وی۷–۱۱۷
کلیموف تی‌وی۷–۱۱۷ (انگلیسی: Klimov TV7-117) یک موتور توربوپراپ ساخت روسیه است که از سال ۱۹۹۷ در هواپیمای ایلیوشین ایل-۱۱۴ نصب می‌شود و در زمینه ترابری درون‌کشوری روسیه فعال است. در این موتور جدید، اعتمادپذیری افزایش یافته‌است و خدمات پشتیبانی آن ساده‌تر شده و مصرف سوخت کمتری نسبت به نمونهٔ ساخت شوروی دارد. این موتور به شیوهٔ طراحی ماژولار ساخته‌شده و دارای ۹ ماژول است و روش تعویض آن‌ها به سادگی انجام می‌ود که به طرز چشمگیری باعث کاهش زمان تعمیر و همچنین سادگی آن شده‌است. این موتور دارای سامانه کنترل آبی-مکانیکی است.

## گونه‌ها
- TV7-117S مدل پایه با قدرت ۲۸۰۰ اسب‌بخار است.
- TV7-117SM/ST مدل توربوپراپ برای هواپیماهای باری است که دارای سامانه الکترونیکی کنترل موتور می‌باشد. این موتور ۱۰ درصد توان بیشتری نسبت به مدل پایه دارد و در هواپیمای ایلوشین ۱۱۴ به کار می‌رود. قدرت این موتور هنگام برخاستن از زمین ۳۱۰۰ اسب‌بخار است.[۱]
- TV7-117V/VM مدل توربوشفت این موتور است که شفت (محور) آن در جلو قرار گرفته‌است. این موتور برای بالگرد ترابری میل-۳۸ ساخته شده‌است و جزو خانواده VK-3000 محسوب می‌شود.
- TV7-117VK مدلی توربوشفت از همین موتور است اما شفت آن در عقب قرار گرفته‌است و از این جهت می‌تواند در بالگرد کاموف ۵۰ و ۵۲ و میل ۲۸ نصب شود. این موتور نیز از خانواده VK-3000 است. دو بالگرد تهاجمی با این موتور جدید به‌روزرسانی خواهند شد.